# Oblast Ivano-Frankivsk
De oblast Ivano-Frankivsk (Oekraïens: Івано-Франківська область, Ivano-Frankivs’ka oblast’) is een oblast in het westen van Oekraïne. De hoofdstad is Ivano-Frankivsk en de oblast heeft 1.361.109 inwoners (2021).

## Geografie
De oblast ligt op de noordoostelijke hellingen van de Beskiden of Woudkarpaten. De oblast Transkarpatië ligt op de andere, zuidwestelijke hellingen. In de Beskiden ontspringt ook de Proet en bevindt zich het Nationaal Park Karpaten. De Dnjestr vormt voor een groot deel de noordoostgrens met de oblast Ternopil.
Plaatsen in Ivano-Frankivsk zijn onder meer Boersjtyn, Dolyna, Halytsj, Kolomyja, Jaremtsje en Nadvirna.

## Geschiedenis
Historisch gezien hoort de oblast tot Galicië en de naam "Galicië" is hier ook ontstaan. Die naam komt namelijk van het stadje Halytsj (Galytsj), dat 26 kilometer ten noordoosten ligt van de huidige hoofdstad van de oblast en tot de 14e eeuw de hoofdstad van Galicië was.
In het interbellum stond het gebied bekend als de Poolse woiwodschap Stanisławów.